# Калагнирудра-упанишада
Калагнирудра-упанишада (kālāgnirudropaniṣad) — упанишада канона «Муктика», принадлежащая к Кришна Яджур-веде (#28) и к упанишадам шиваизма. Одна из самых малых по объёму упанишад; написана прозой — размером ануштубх. Она написана в форме диалога между риши Санат-кумарой и Шивой в форме Калагнирудры. Её содержание целиком посвящено трипундре: её сущности и символике; из чего должна делаться; места нанесения; мантры, с которыми она наносится; правила нанесения; результатам ношения.
По своему содержанию Калагнирудра-упанишада частично совпадает с завершающей частью Джабали-упанишадой — совпадают мантры, с которыми наносится трипундра; места и правила нанесения; плоды ношения.
В 2008 году впервые была переведена на русский язык С. В. Лобановым и в 2009 году была издана в сборнике «Упанишады веданты, шиваизма и шактизма».